# Пертилга
Пертилга́ (рос. Пертылга, марій. Пӧртылга) — присілок у складі Моркинського району Марій Ел, Росія. Входить до складу Шиньшинського сільського поселення.

## Населення
Населення — 66 осіб (2010; 90 у 2002).
Національний склад (станом на 2002 рік):
- марі — 100 %